# 4718 Araki
4718 Araki је астероид главног астероидног појаса чија средња удаљеност од Сунца износи 2,359 астрономских јединица (АЈ).
Апсолутна магнитуда астероида је 12,6.